# 메라 요시카즈
메라 요시카즈(米良 美一, 1971년 5월 21일 ~ )는 일본의 카운터테너이다. 미야자키 하야오 감독의 모노노케 히메의 사운드트랙에 참여하여 유명해졌다. 선천적으로 골형성부전증을 갖고 태어나 키가 작은 편이다.

## 출연 작품

### 극장판
- 짱구는 못말려 극장판: 동물소환 닌자 배꼽수비대 - 베토벤 케이